# ペレットストーブ

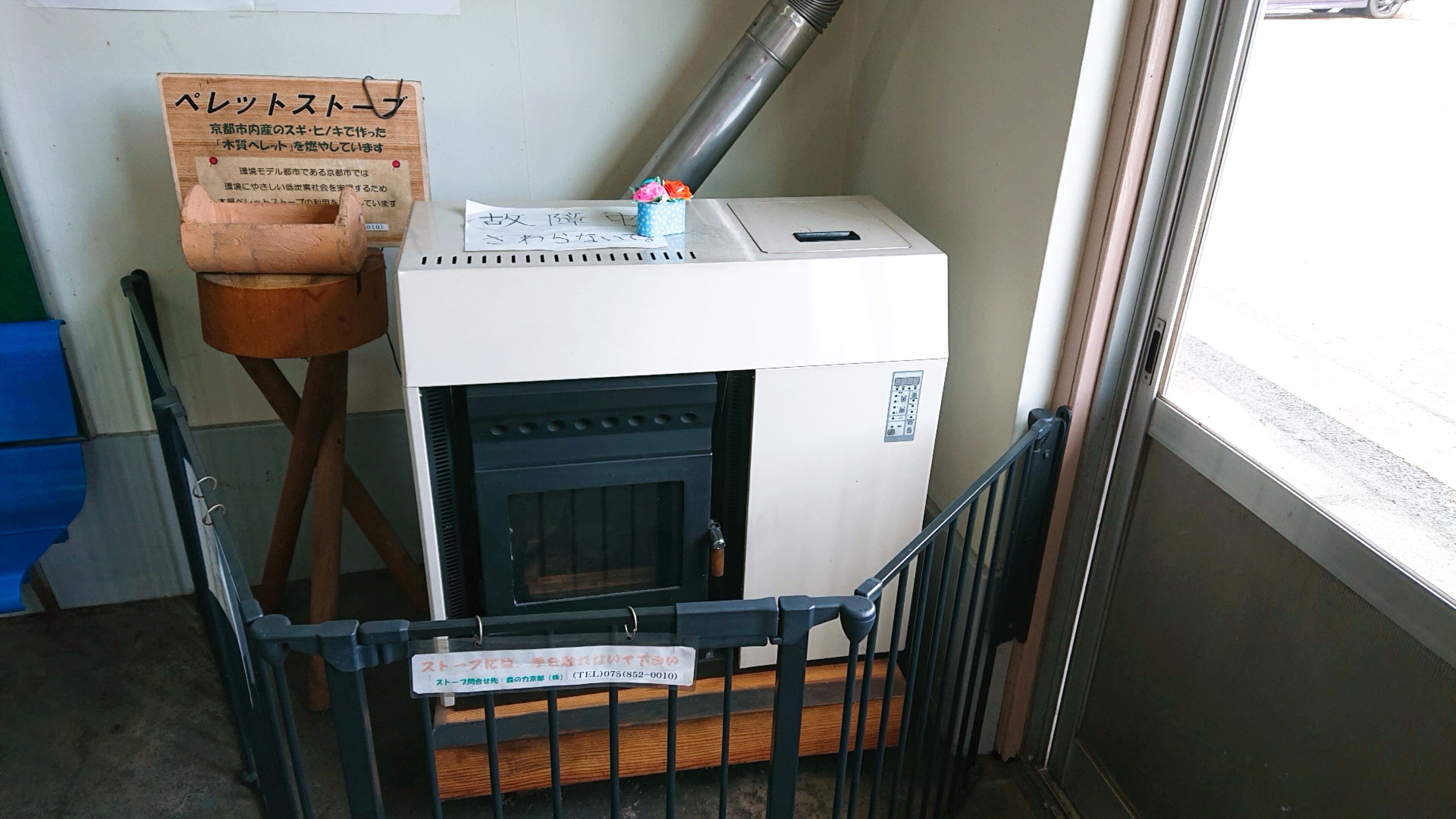
JRバス周山駅に設置されているペレットストーブ

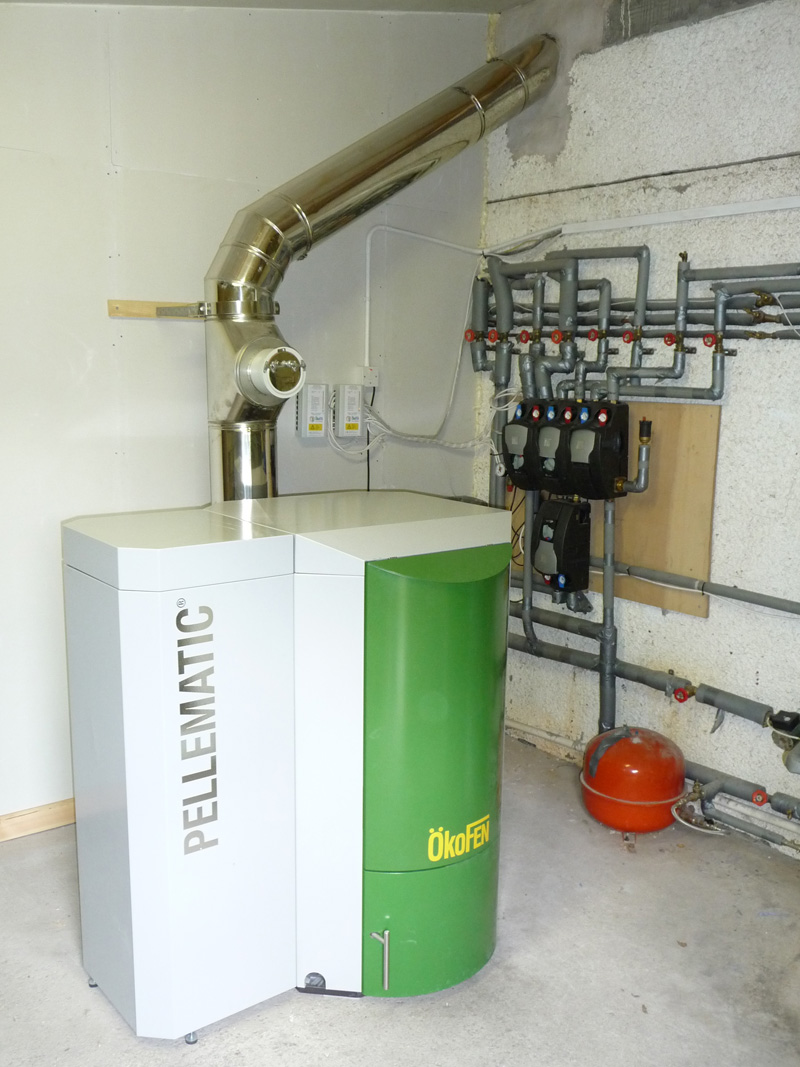
ペレットヒーティングシステム

ペレットストーブ（英: pellet stove）とは木質ペレットを燃料とする暖房器具（ストーブ）のことである。
ペレットストーブは燃料が同じ木質燃料である薪ストーブと問題点を含め多くの点で共通しているが、いくつかの点でより効率的になるよう設計されている。
木質ペレットは流動性が高く、投入の自動制御が可能であり大規模化も比較的容易である。そのため大規模施設などにおいて石油やガスの代替暖房器具として採用されるケースがある。
バイオマス発電では燃料として主に木質ペレットが採用されており、構造的にはペレットストーブとほぼ同一である。

## 特徴

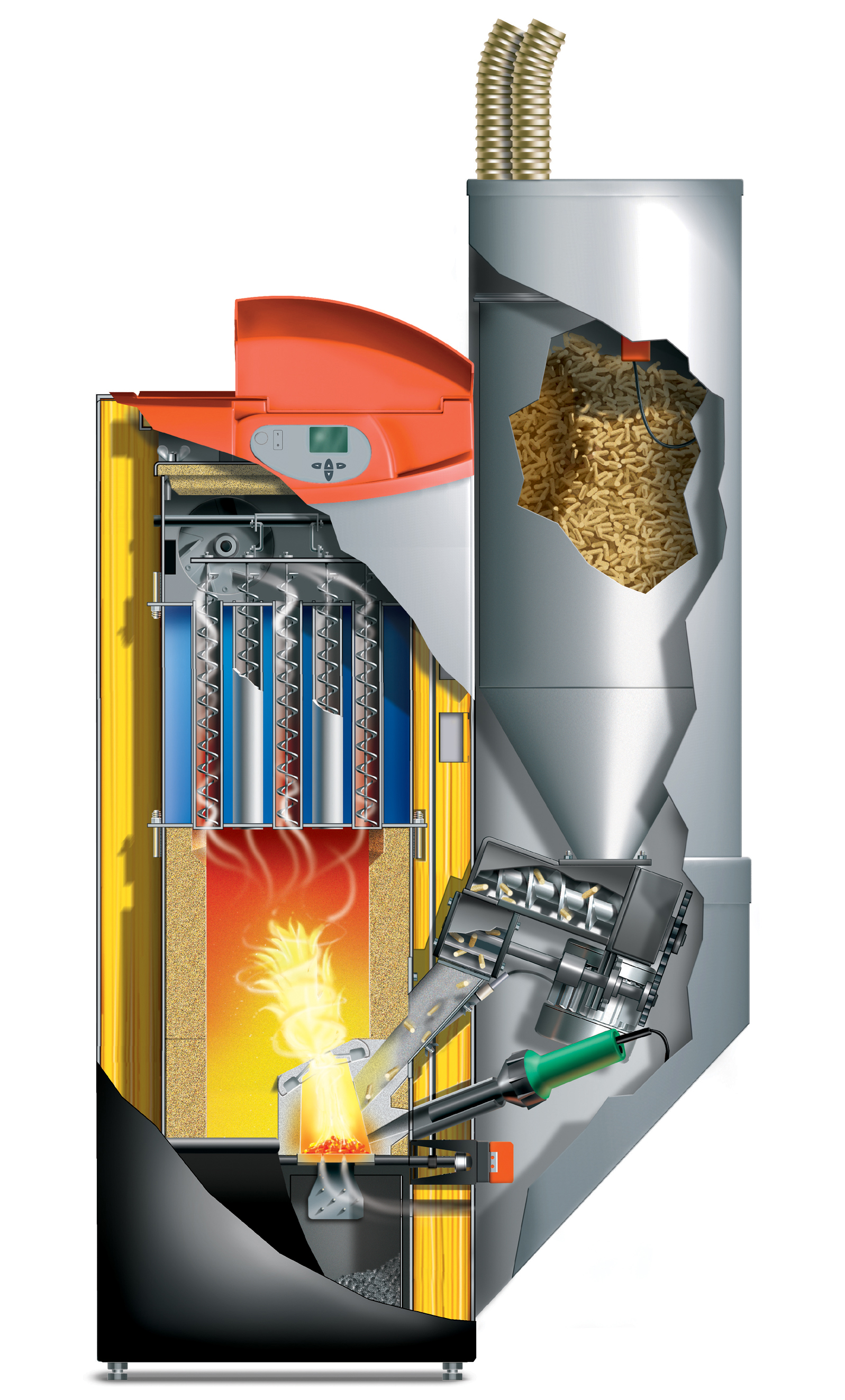
ペレットストーブの構造

外観は薪ストーブと似ているが、内部構造はかなり異なる。
ペレットストーブは薪ストーブに対して多くの部分が電動化されている。
送風ファン、排気ファン、着火ボタン、ペレットの自動投入機能などを備え、利便性が高い。
そのため電源は必須となる。また運転時はファンヒーターと同様に機械音がする。
燃料は木質ペレットが用いられるが、海外では乾燥トウモロコシなどの粒状穀物を使用できるものも存在している。

## 燃焼効率

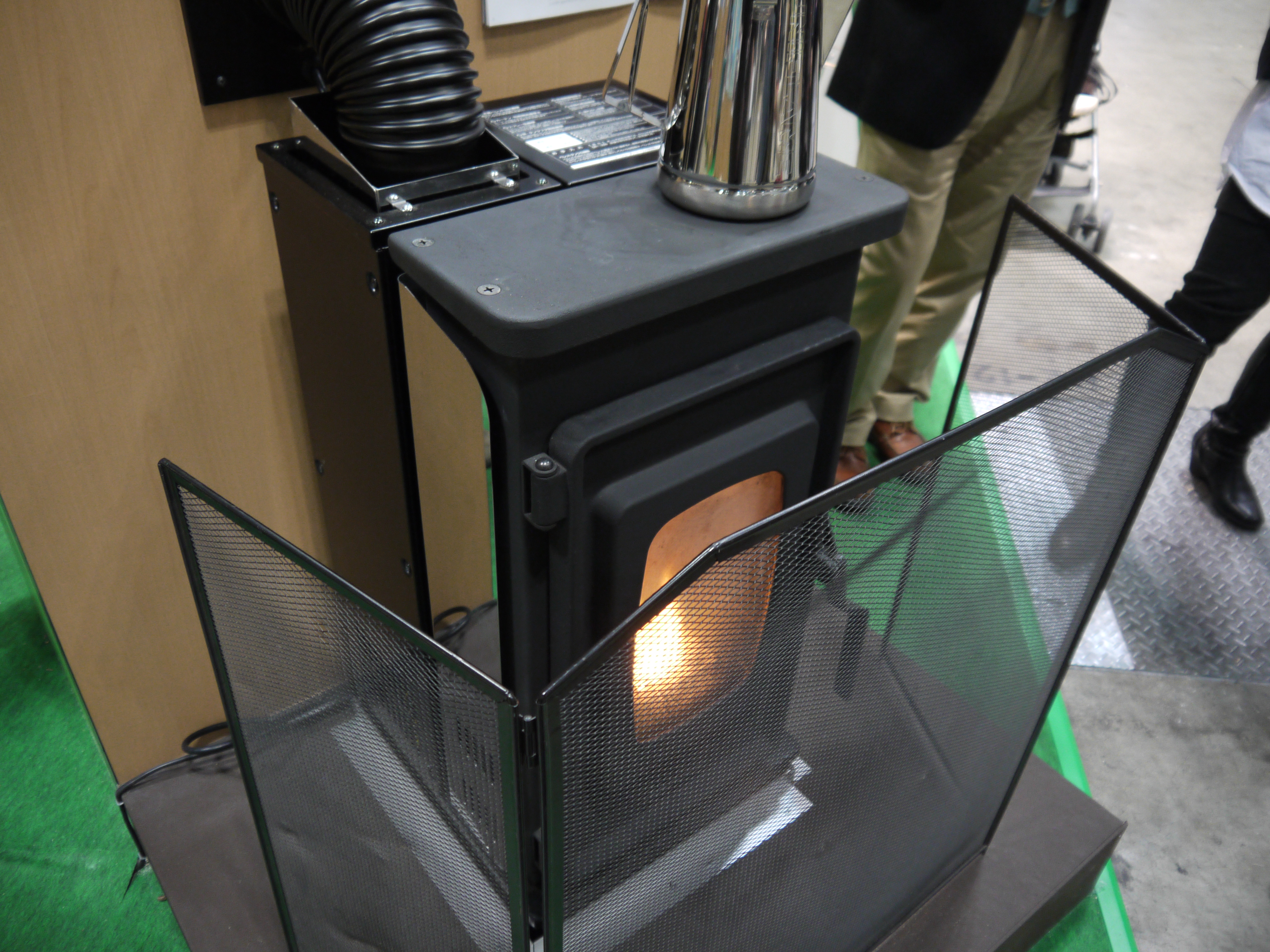
稼働中のペレットストーブ

電動ファンにより給排気が強制的に行われるため、自然対流（煙突効果）にのみ頼る薪ストーブに比べ空燃比が向上している。
また木質ペレットは薪と比較して形状や品質が安定している。
以上の理由により薪ストーブと比べ燃焼効率が良く、排気中の大気汚染物質は少なめである。
ただし、あくまでも薪ストーブとの比較であり木質ペレットよりも精製度の高い燃料であるガス、灯油暖房と比較すれば排気中の汚染物質の量は数十倍多い。
環境省による調査で灯油、ガス暖房と比較して37倍の大気汚染物質（PM2.5）を放出することが示されている。
大気汚染に対抗する環境保護団体Doctors and Scientists Against Wood Smoke Pollution（DSAWSP）の調査では、ペレットストーブは薪ストーブよりはクリーンであるが、石油ストーブの15倍、ガスストーブの1800倍のPM2.5を放出するという結果が出ている。
その他の注意点としては木質ペレットが湿気てしまうと水分により燃焼効率が著しく低下し煤が大量発生するため、適切な管理が前提となる。
また、電力を使わず自然燃焼に任せる静音タイプや、ゼンマイを動力源とするものもあるが、こうした機種の場合は電動制御による燃焼効率の良さは失われる。

## メンテナンス

### 煤、タール
煙突または排気ダクトの汚れチェック、清掃は必須となる。
ペレットストーブは燃焼効率がいいため適切に使用できていれば煤やタールが溜まることはあまりないが、不適切に使用していれば薪ストーブ同様に煙道火災に繋がる。

### 灰
木質燃料を使用するため灰が出るが、その量は木質ペレットの種類により大きく異なる。
ホワイトペレットは灰分が少なく、あまり出ない。
それに対し樹皮ペレット（バークペレット）は比較的多量の灰が出るため、高頻度の灰掃除が必要になる。

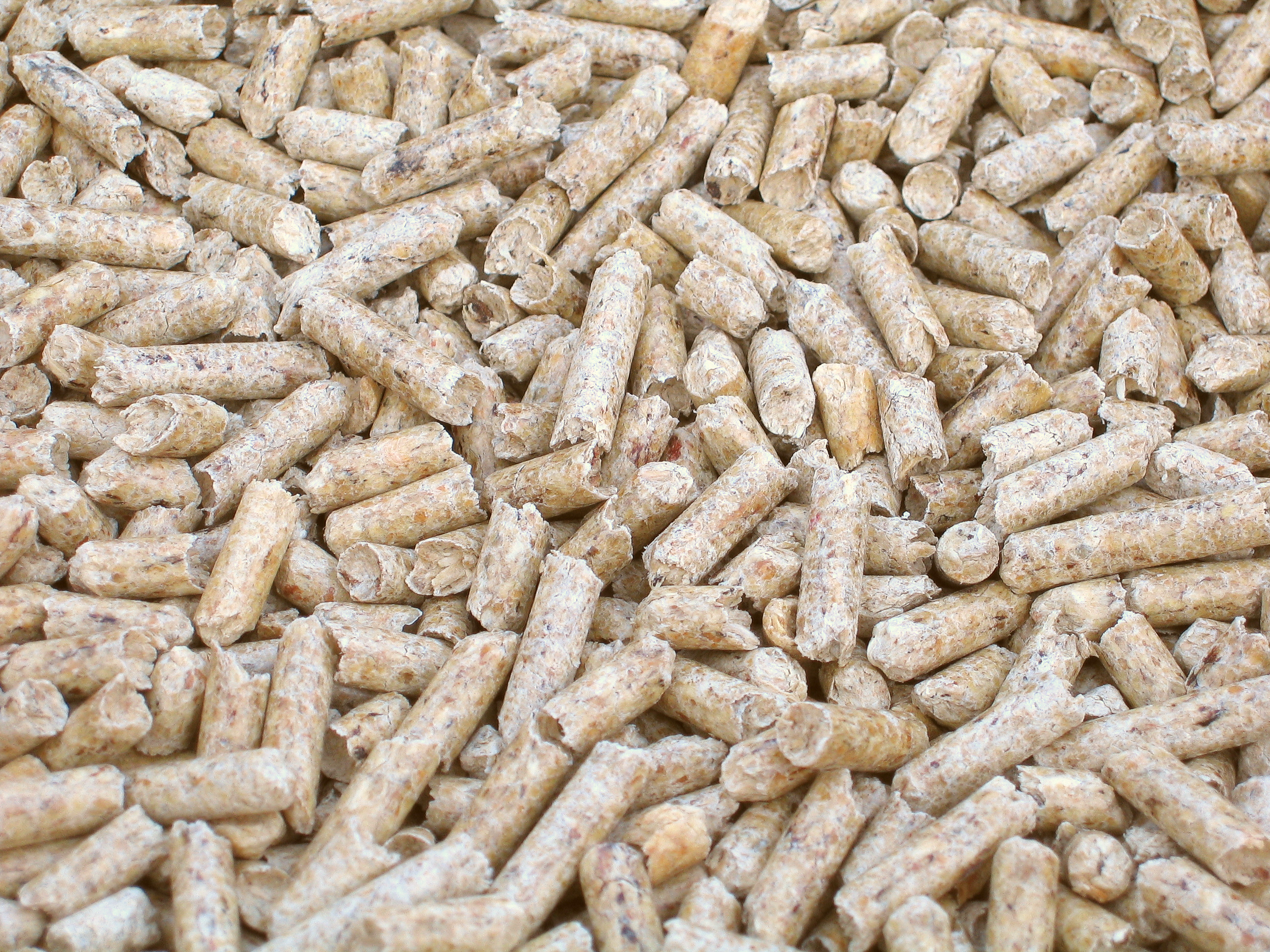
ホワイトペレット
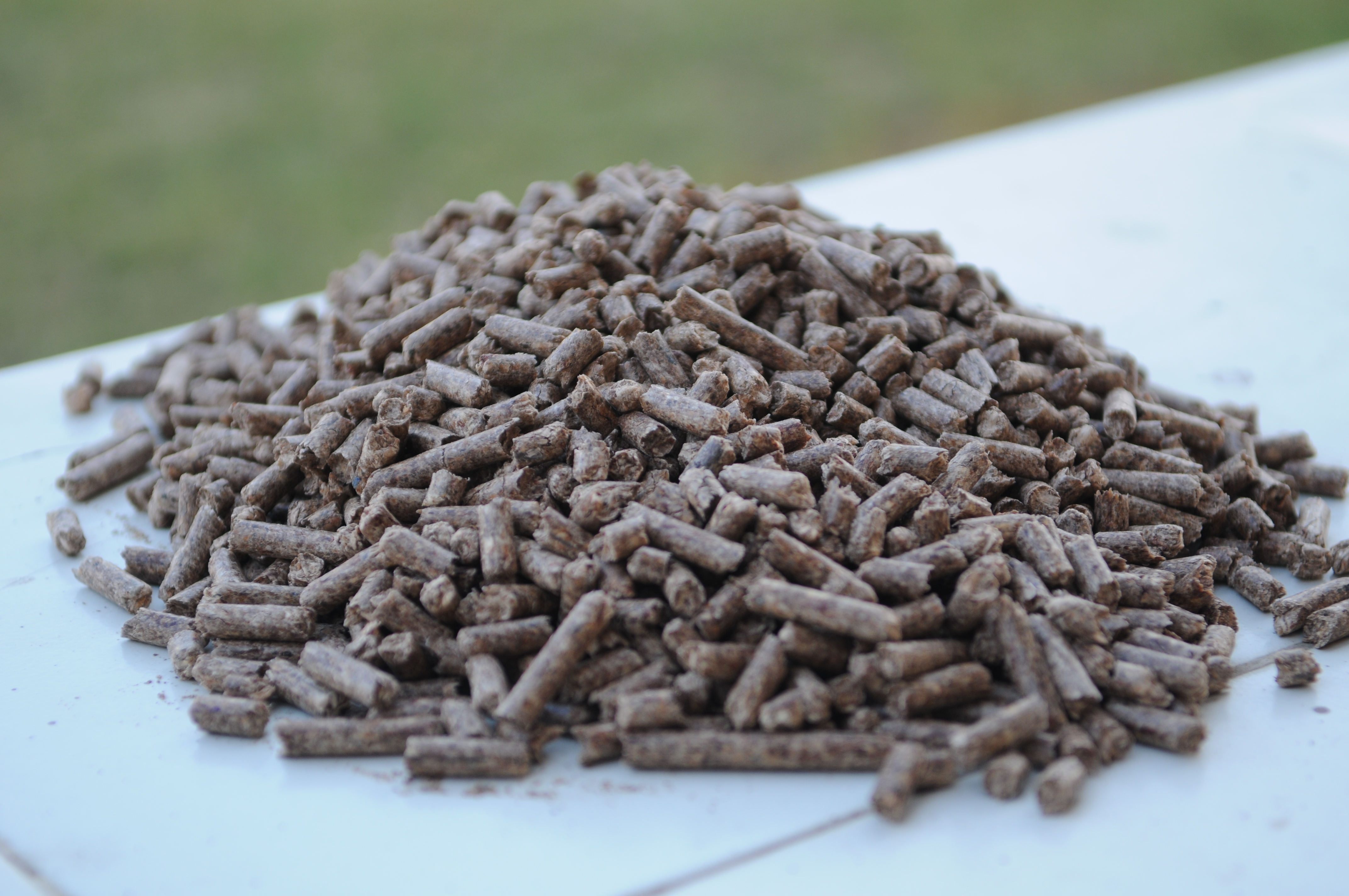
バークペレット

## 問題点

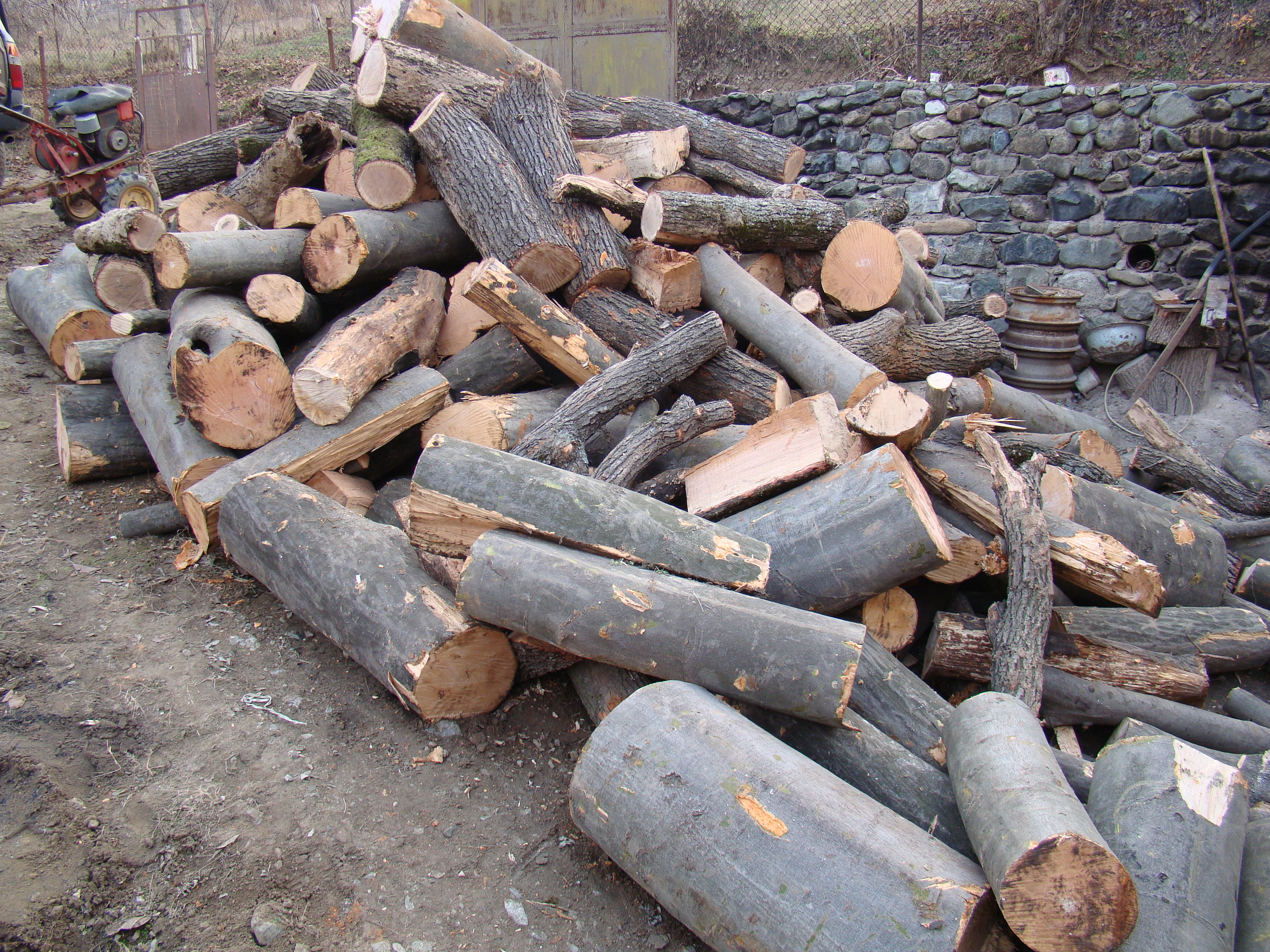
森林破壊

ペレットストーブは問題点においても薪ストーブと多くを共通する。
すなわち非精製燃料であることに基づく不完全燃焼と大気汚染、ペレット製造のための森林破壊、重量及び体積あたりのエネルギー効率の悪さなどによる環境負荷の高さである。
木質燃料を燃料とするため再生可能エネルギーを使った石油暖房の代替として注目され、日本を含む多くの国で補助金が設定されるなど普及が進んでいるが、こうした問題点が批判を呼んでおり環境団体などから木質ペレットなどの使用禁止が呼びかけられている。
また、EUでは欧州委員会により木質バイオマスを再生可能エネルギーから除外する勧告が発表された。
ペレットストーブ特有の問題には以下のような物がある。

### 木質ペレットの重金属汚染

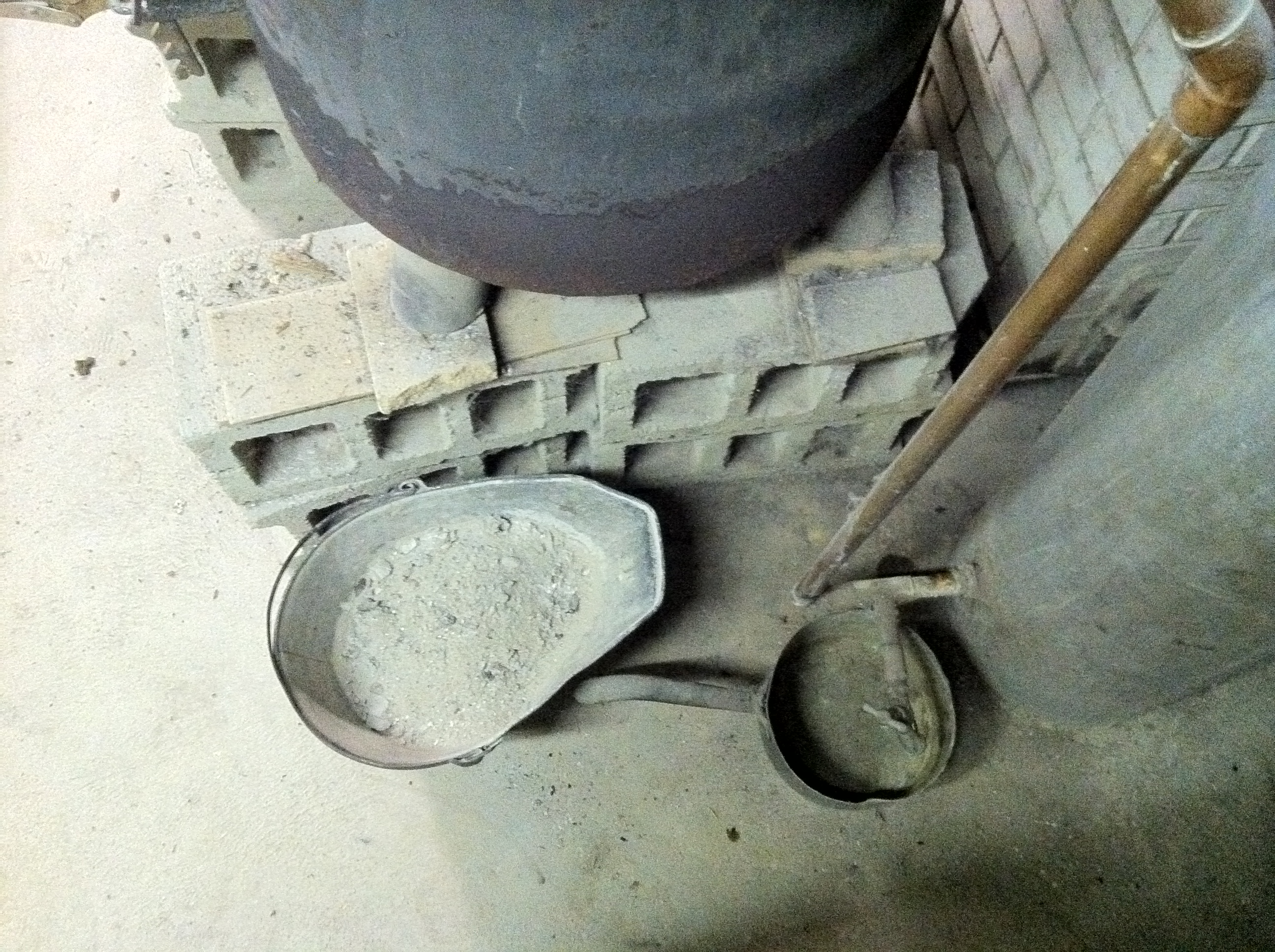
ウッドストーブに備え付けられている灰を入れるための容器

NESCAUM（Northeast States for Coordinated Air Use Management）が実施した米国およびカナダで製造された23の木材チップと132の木質ペレットに対するリサーチでは、試験されたほぼすべてのペレットが欧州の一般住宅の基準に満たなかった。
これらのサンプルにはヒ素、銅、クロムなどの重金属の濃度が異常に高いものがあり、これは防腐剤処理や塗装された廃材を再利用していることを示唆している。
また、樹皮を原料に含む暗褐色のペレットの中には高濃度のカドミウムを含むものがあった。これは薪を燃やしたストーブの灰に重金属が含まれている既存の研究と一致する。
他の研究では灰は土壌改良材として使用されることが多いため、ペレットストーブの灰を人や動物の食用となる植物に使用することはこれら有毒物質への暴露が懸念されるとしている。
ペレットの汚染の程度は、同じ銘柄の異なるサンプルの間ですら一致しておらず、ペレットの品質の不安定さを示している。

### 排ガスのサンプリング試験に対する批判
ペレットストーブはEPAなどにより排ガス試験が行われており、その結果が環境基準をクリアした場合「クリーンな」ペレットストーブと認証され販売されているが、その試験方法が環境団体から批判されている。
特に汚染物質の放出が激しいのは運転開始時と停止時であるが、ペレットストーブの排ガス試験ではこの最も汚染が激しい時点のデータをサンプリングしておらず、定常燃焼時のデータのみを用いているという。仮に稼働時全体の排ガスをサンプリングするのであれば各種環境基準をクリアすることはできないと結論している。

## ギャラリー

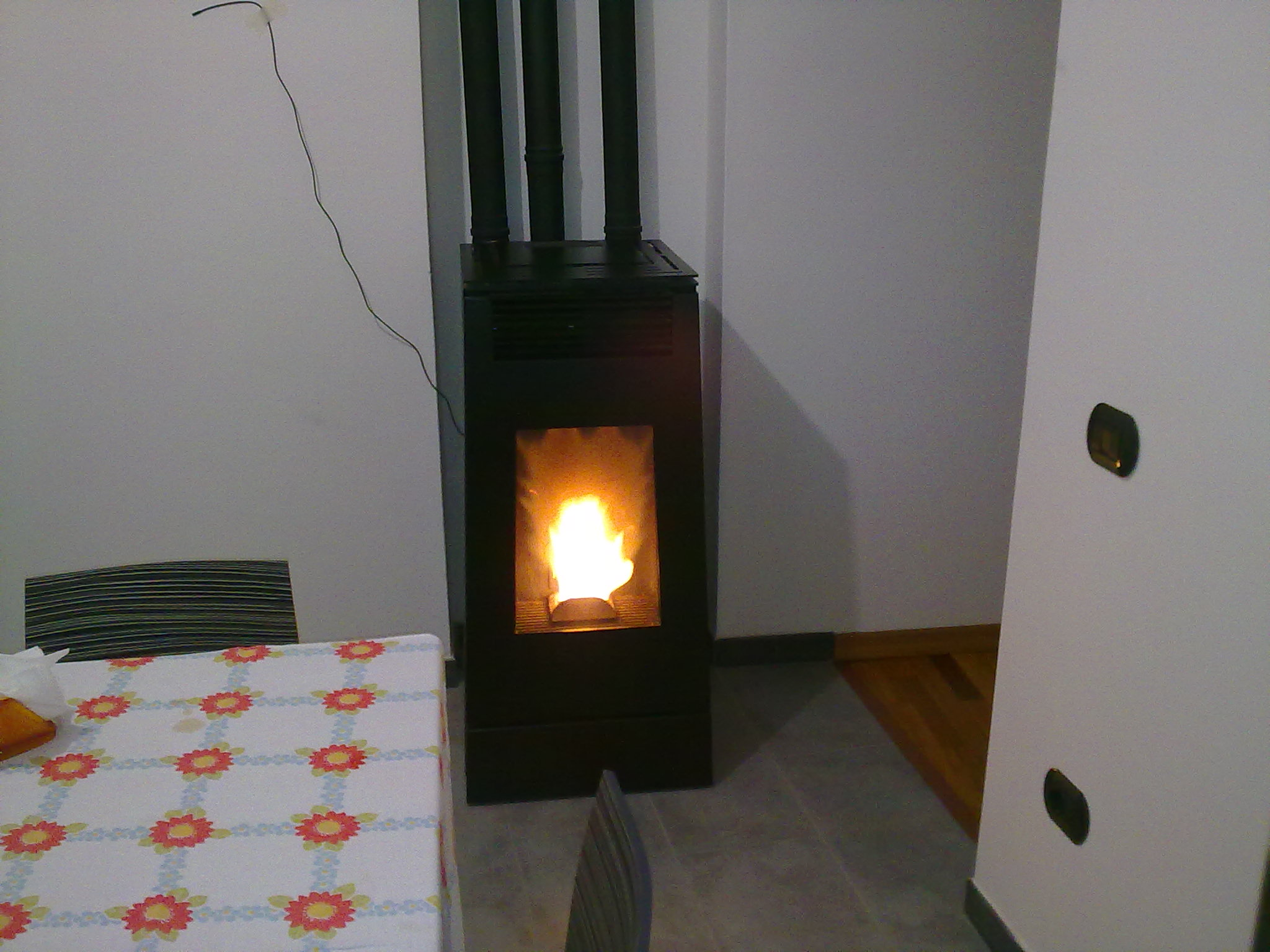
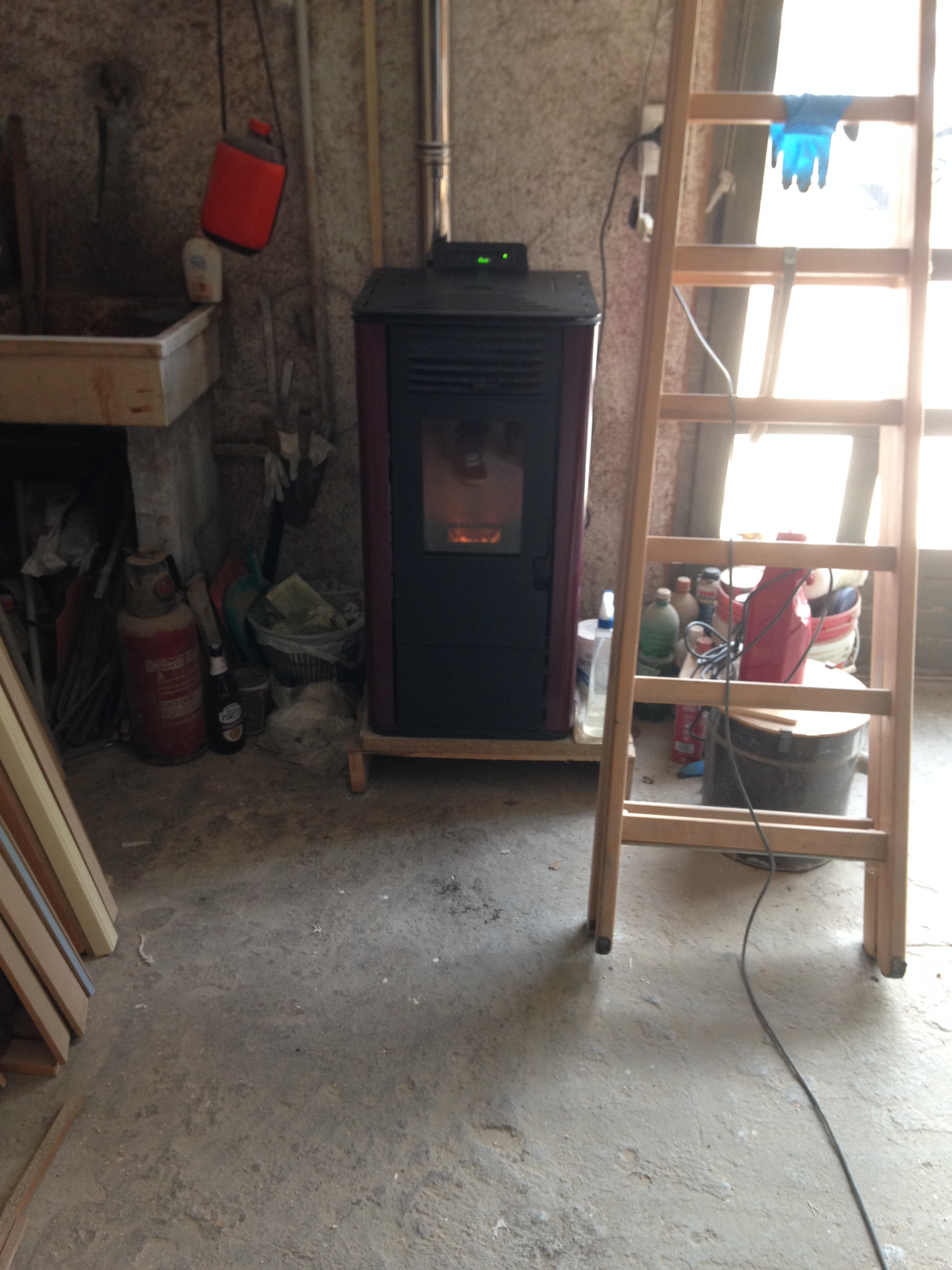
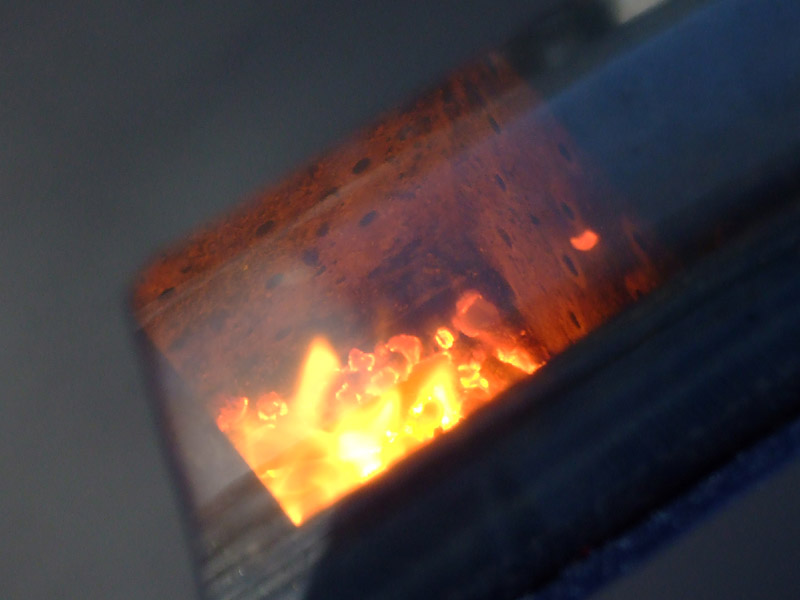
燃焼する木質ペレット